# Matt Hendricks
Matthew James Hendricks (ur. 17 czerwca 1981 w Blaine) – amerykański hokeista, reprezentant USA.

## Kariera
- St. Cloud State (2000–2004)
  -  Milwaukee Admirals (2004)
- Lowell Lock Monsters (2004–2005)
  -  Florida Everblades (2005)
- Rochester Americans (2005–2006)
- Hershey Bears (2006–2007)
- Providence Bruins (2007–2008)
- Colorado Avalanche (2008–2010)
  -  Lake Erie Monsters (2008–2009)
- Washington Capitals (2010–2013)
- Nashville Predators (2013–2014)
- Edmonton Oilers (2014-2017)
- Winnipeg Jets (2017-2018)
- Minnesota Wild (2018-2019)
- Winnipeg Jets (2019-)

W latach 2000–2004 był zawodnikiem drużyny akademickiej St. Cloud State University. W lidze AHL zadebiutował w 2014 roku. W kolejnym sezonie podczas występów w ECHL grał także o klasę wyżej, w Rochester Americans w AHL. Następnie grał w Hershey Bears, Providence Bruins, Lake Erie Monsters, aż w końcu 10 marca 2009 roku zadebiutował w NHL w barwach Colorado Avalanche. W 2010 roku przeniósł się do Washington Capitals. W przerwie między sezonami 2012/13 i 2013/14 podpisał kontrakt z Nashville Predators. Obecnie od 14 stycznia 2015 roku występuje w Edmonton Oilers. W sierpniu 2017 przeszedł do Winnipeg Jets. Od lipca 2018 zawodnik Minnesota Wild. Pod koniec lutego 2019 został przetransferowany ponownie do Winnipeg Jets.
Uczestniczył w turniejach mistrzostw świata w 2015, 2016. Na obydwóch zawodach był kapitanem swojego zespołu.

## Sukcesy
Reprezentacyjne
- Brązowy medal mistrzostw świata: 2015